# Gerold Jäggle
Gerold Jäggle (Ertingen, 1961) is een Duitse beeldhouwer.

## Leven en werk
Jäggle volgde van 1982 tot 1989 een beeldhouwopleiding aan de Staatliche Akademie der Bildenden Künste Stuttgart. Van 1997 tot 1998 was hij, op uitnodiging van de Henry Moore Foundation, als docent werkzaam aan het Royal College of Art in Londen. In 2000 nam Jäggle, die dicht bij het Federseegebied woont, deel aan het Tweede Beeldhouwersymposium Oggelshausen.
Hij woont in Ettingen en werkt in de voormalige brandweerkazerne van zijn geboorteplaats, waar hij zijn eigen bronsgieterij heeft. Jäggle heeft tevens een atelier in Stuttgart.

## Werken (selectie)
- Brückenfigur Christophorus mit dem Jesuskind, Zwiefalten
- Brückenheilige Johannes von Nepomuk (1993), Dürmentingen
- Narrenbrunnen (1997), Weibermarkt in Riedlingen
- Paradiesbrunnen (1997) in Laupheim
- Hans-Liebherr-Brunnen (1998) in Kirchdorf an der Iller
- Federschale (2000), beeldenroute Skulpturenfeld Oggelshausen in Oggelshausen
- Herbertinger Kreuzweg (2001) in Herbertingen
- Schneeballsäule (2002) in Hagnau am Bodensee
- Wassermüller Schale (2002), Ulm
- Im Wind (2002) in Dürnau
- Eine Bank für Friedrich Schiller in Ludwigsburg
- angefaulte Äpfel (2006), beeldenroute Schiller Skulpturenpfad, Stadtgraben in Marbach am Neckar
- Rottenburger Narrenbrunnen (2009), Rottenburg am Neckar
- Betzenweiler Würfel (2009), Betzenweiler

## Fotogalerij

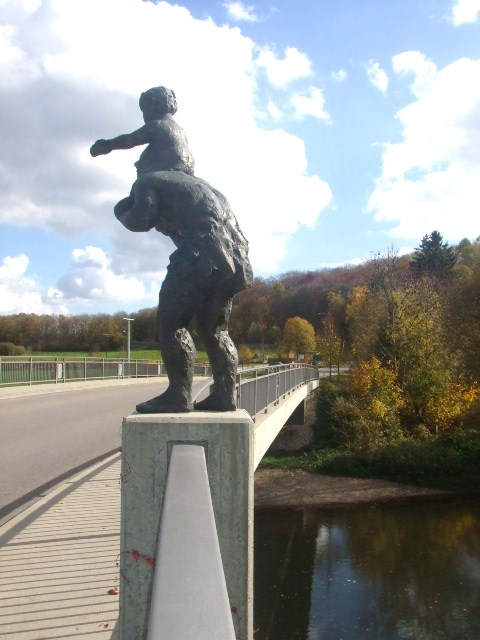
Christophorus mit dem Jesuskind
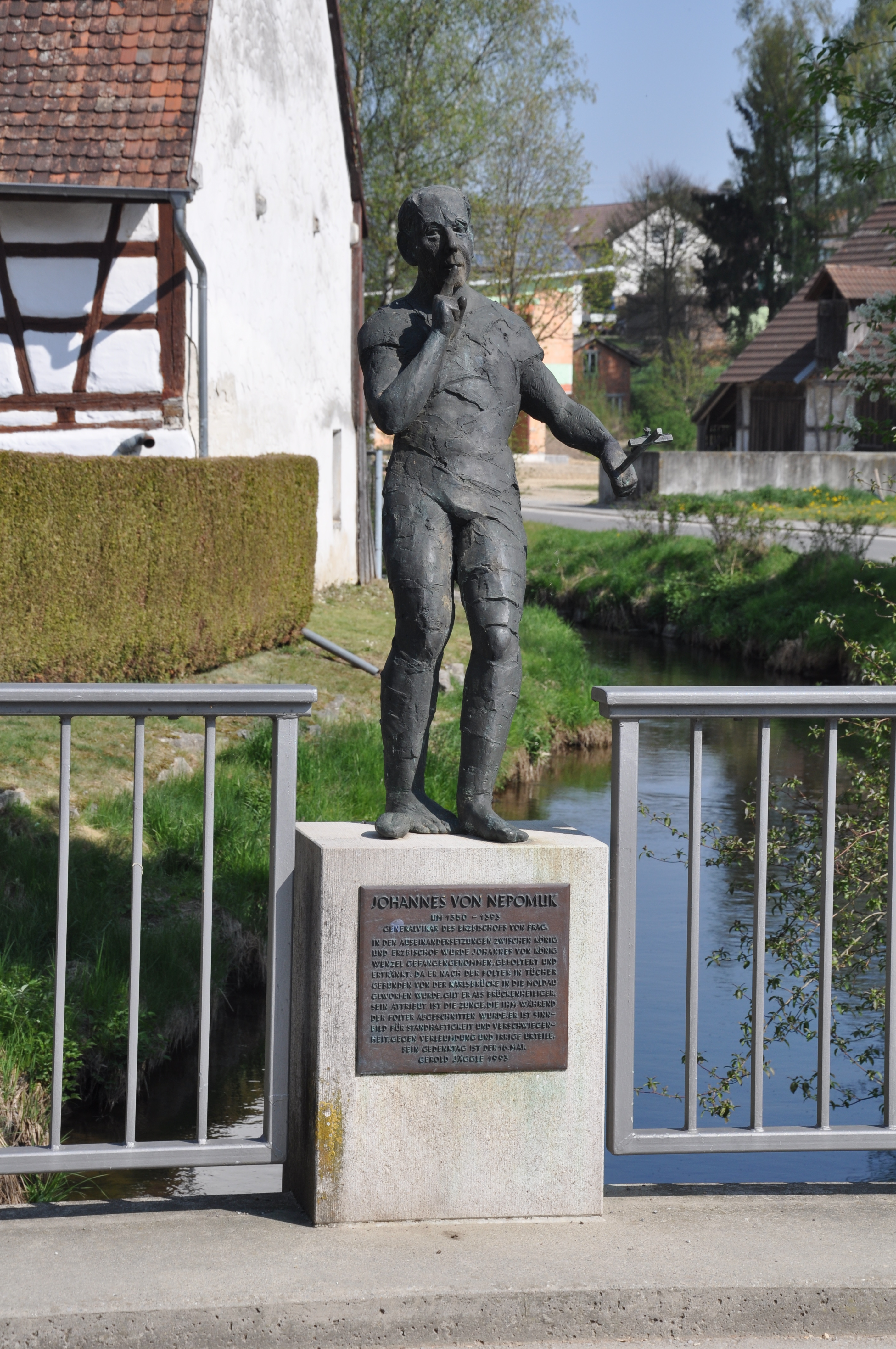
Brückenheilige Johannes von Nepomuk (1993)
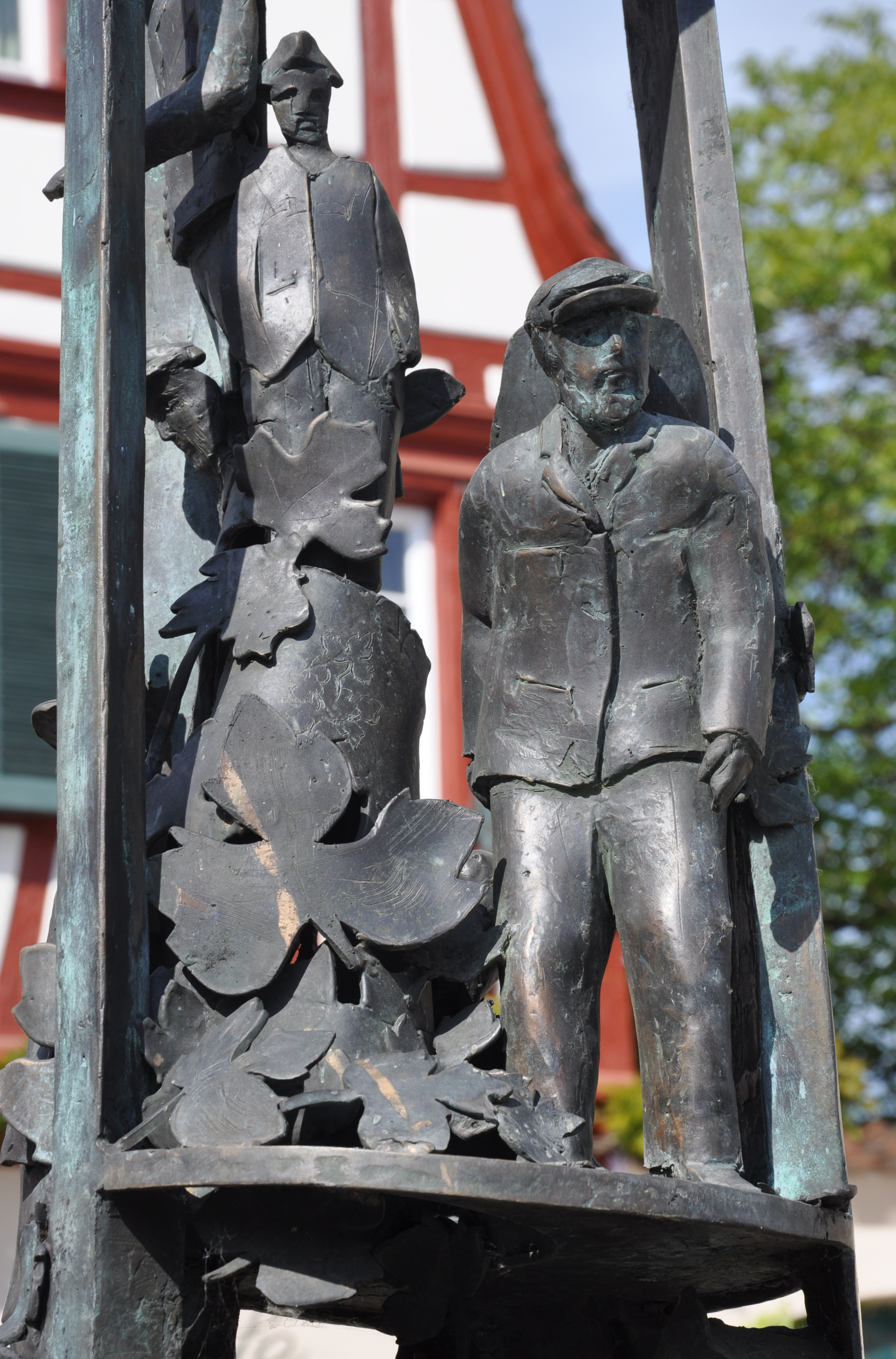
Schneeballsäule (2002)